# روزا لينكس
روزا لينكس (بالإنجليزية: ROSA Linux)‏ هي توزيعة لينكس روسية. حازت التوزيعة على الاعتمادية من قبل وزارة الدفاع الروسية.

## وصلات خارجية
- الموقع الرسمي